# Ruggiero Rizzitelli
Ruggiero Rizzitelli (ur. 2 września 1967 w Margherita di Savoia), piłkarz włoski grający na pozycji napastnika.

## Kariera klubowa
Piłkarską karierę Rizzitelli rozpoczynał w AC Cesena. W 1984 roku awansował do kadry pierwszej drużyny, lecz w Serie B zadebiutował w sezonie 1985/1986. W 1987 roku wywalczył z Ceseną awans do Serie A, a swojego premierowego gola na pierwszoligowych boiskach zdobył 1 listopada w przegranym 1:4 wyjazdowym meczu z Sampdorią. W całym sezonie zdobył 5 goli i latem 1988 podpisał kontrakt z drużyną Romy. W swoim pierwszym sezonie w rzymskim zespole był rezerwowym dla pary Rudi Völler – Daniele Massaro, ale już w sezonie 1989/1990 był podstawowym zawodnikiem zespołu i wywalczył pewne miejsce na lewym skrzydle. W sezonie 1990/1991 wystąpił w finale Pucharu UEFA, jednak "giallorossi" przegrali z rywalem z Włoch, Interem Mediolan (zdobył jedynego gola w drugim meczu finałowym). W tym samym sezonie wywalczył swój pierwszy sukces z Romą - zdobył Puchar Włoch. Zarówno w sezonie 1991/1992 jak i 1992/1993 i 1993/1994 także występował w podstawowym składzie Romy, jednak nie odniósł większych sukcesów. Przez 6 sezonów zdobył dla Romy 29 goli w 184 ligowych spotkaniach.
W 1994 roku Rizzitelli przeszedł do Torino Calcio. Przez 2 lata występował na pozycji środkowego napastnika i dwukrotnie był najlepszym strzelcem zespołu. W sezonie 1994/1995 zdobył 19 goli w Serie A, a w 1995/1996 – 11. Pomimo jego skuteczności zespół spadł do Serie B. Ruggiero odszedł wówczas z klubu i wyjechał do niemieckiego Bayernu Monachium. W Bundeslidze zadebiutował 16 sierpnia 1996 w wygranym 2:1 wyjazdowym meczu z FC St. Pauli i w debiucie zdobył gola. W ataku był partnerem Jürgena Klinsmanna oraz Alexandra Zicklera. Zdobył 8 goli i przyczynił się do wywalczenia mistrzostwa Niemiec. W sezonie 1997/1998 był już rezerwowym napastnikiem. Z Bayernem zdobył w nim Puchar Niemiec, Puchar Ligi Niemieckiej oraz wicemistrzostwo kraju.
W 1998 roku Rizzitelli wrócił do Włoch. Został zawodnikiem Piacenzy Calcio, jednak prezentował w niej niską formę przez dwa sezony zdobywając zaledwie jednego gola. W 2000 roku powrócił do Ceseny i przez rok występował w Serie B, a latem 2001 zakończył piłkarską karierę.
| Sezon   | Klub             | Kraj   | Rozgrywki  | Mecze | Bramki |
| ------- | ---------------- | ------ | ---------- | ----- | ------ |
| 1984/85 | AC Cesena        | Włochy | Serie B    | 0     | 0      |
| 1985/86 | AC Cesena        | Włochy | Serie B    | 6     | 0      |
| 1986/87 | AC Cesena        | Włochy | Serie B    | 26    | 2      |
| 1987/88 | AC Cesena        | Włochy | Serie A    | 30    | 5      |
| 1988/89 | AS Roma          | Włochy | Serie A    | 20    | 2      |
| 1989/90 | AS Roma          | Włochy | Serie A    | 34    | 5      |
| 1990/91 | AS Roma          | Włochy | Serie A    | 24    | 5      |
| 1991/92 | AS Roma          | Włochy | Serie A    | 26    | 6      |
| 1992/93 | AS Roma          | Włochy | Serie A    | 26    | 7      |
| 1993/94 | AS Roma          | Włochy | Serie A    | 24    | 4      |
| 1994/95 | Torino Calcio    | Włochy | Serie A    | 32    | 19     |
| 1995/96 | Torino Calcio    | Włochy | Serie A    | 28    | 11     |
| 1996/97 | Bayern Monachium | Niemcy | Bundesliga | 25    | 7      |
| 1997/98 | Bayern Monachium | Niemcy | Bundesliga | 20    | 4      |
| 1998/99 | Piacenza Calcio  | Włochy | Serie A    | 12    | 0      |
| 1999/00 | Piacenza Calcio  | Włochy | Serie A    | 21    | 1      |
| 2000/01 | AC Cesena        | Włochy | Serie B    | 14    | 6      |

## Kariera reprezentacyjna
W reprezentacji Włoch Rizzitelli zadebiutował 20 lutego 1988 roku w wygranym 4:1 towarzyskim meczu z ZSRR rozegranym w Bari. W tym samym roku został powołany do kadry na Euro 88, jednak nie wystąpił w żadnym spotkaniu. W "Squadra Azzurra" wystąpił łącznie w 9 meczach i zdobył 2 gole.